# Egidio Boccanegra
Egidio "Gil" Boccanegra chiamato Barbanegra (Genova, ... – Siviglia, 1367) è stato un corsaro italiano che combatté sotto bandiera francese nella battaglia di Sluys e che successivamente fu Ammiraglio di Castiglia sotto i regni di Alfonso XI e Pedro I.
Per i suoi servizi ad Alfonso XI durante l'assedio di Algeciras ottenne diverse signorie e si spostò in Castiglia.
Nel 1367 sostenne Enrico di Trastámara e pertanto venne catturato e condannato a morte da Pedro I. Suo figlio Ambrogio Boccanegra divenne ammiraglio di Castiglia.

## Biografia
Era nato in una ricca famiglia borghese che discendeva del magistrato italiano (nominato nel 1257) Guglielmo Boccanegra, avvocato e militare di marina che inaugurò la carica di "Capitano del Popolo".

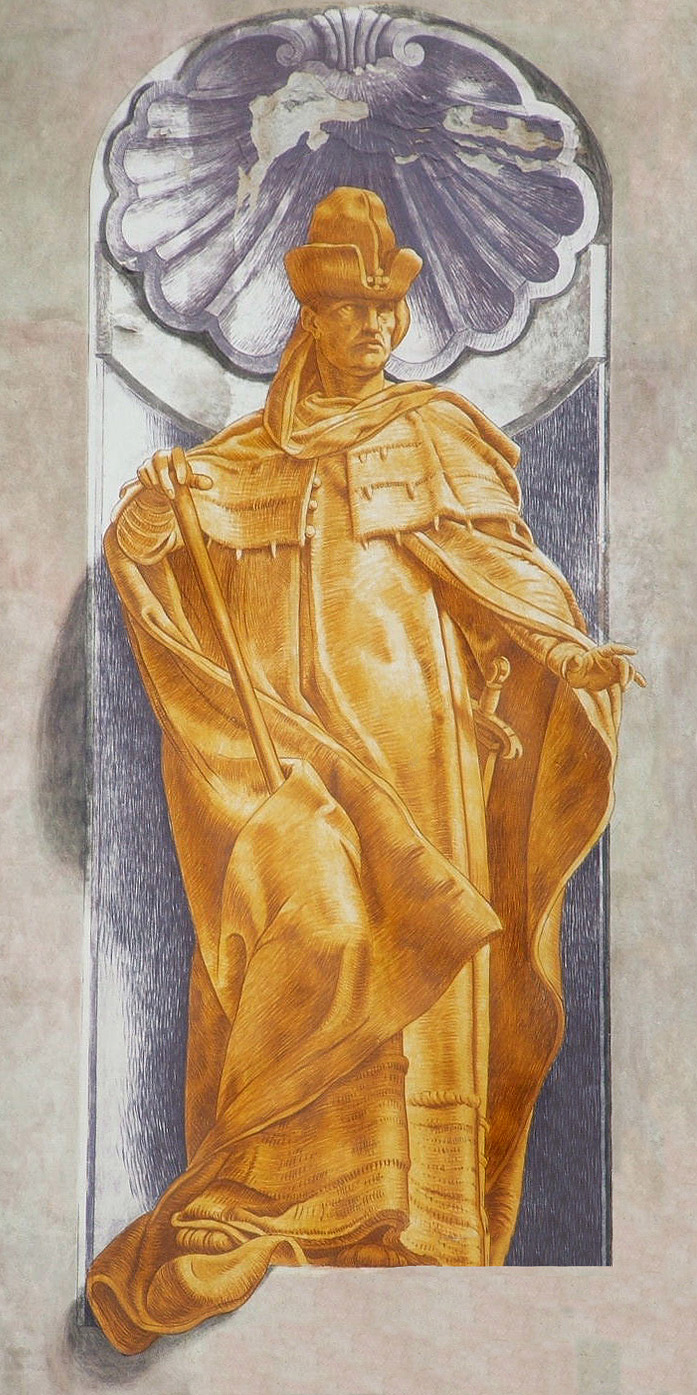
Simón Boccanegra primo Doge della Repubblica di Genova.

Suo fratello Simón Boccanegra fu il primo Doge della Repubblica di Genova. Conseguì risultati importanti come la conquista dell'isola di Chio e la vittoria sui tatari di Feodosia. Divenne un personaggio molto ricordato, poi protagonista del romanzo di García Gutiérrez "Simón Boccanegra" e dell'opera omonima di Giuseppe Verdi.

### Al servizio della Francia
Nel 1340 passò al servizio di re Filippo VI di Francia per collaborare nella lotta contro un'enorme flotta inglese inviata da Edoardo III.

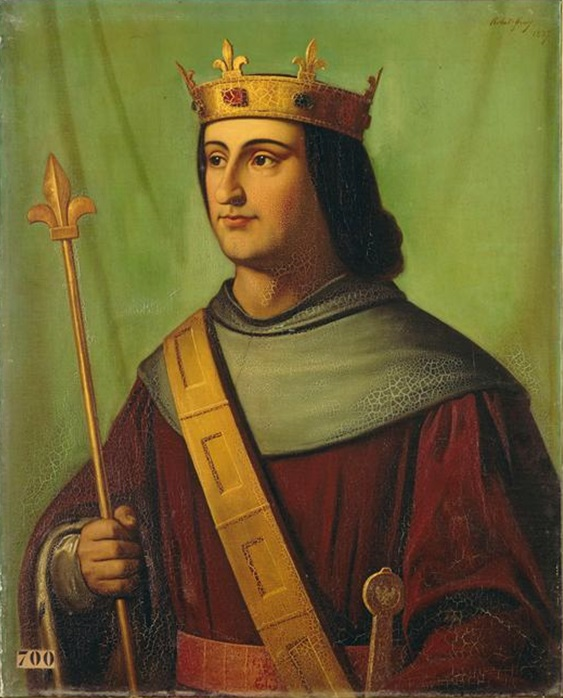
Filippo VI di Francia

Egidio Boccanegra si mise al comando di tre galee e si unì ad una flotta di circa 200 navi.

#### Battaglia di Sluys
I francesi avevano deciso di adottare una strategia difensiva, bloccando l'accesso delle navi inglesi alla costa fiamminga.
Nel frattempo la flotta inglese, al comando di Edoardo III d'Inghilterra, era salpata il 22 giugno 1340. A quanto pare non si aspettava di trovare la flotta francese allo sbocco del fiume Zwyn e non gli rimase altra opzione che attaccare.
La flotta francese era al comando dell'ammiraglio Hugo Quiéret e del Connestabile Nicolas Béchuchat, che non avevano molta fiducia nella capacità di combattimento delle loro navi, decisero di disporre le navi in tre file per bloccare l'accesso all'estuario.

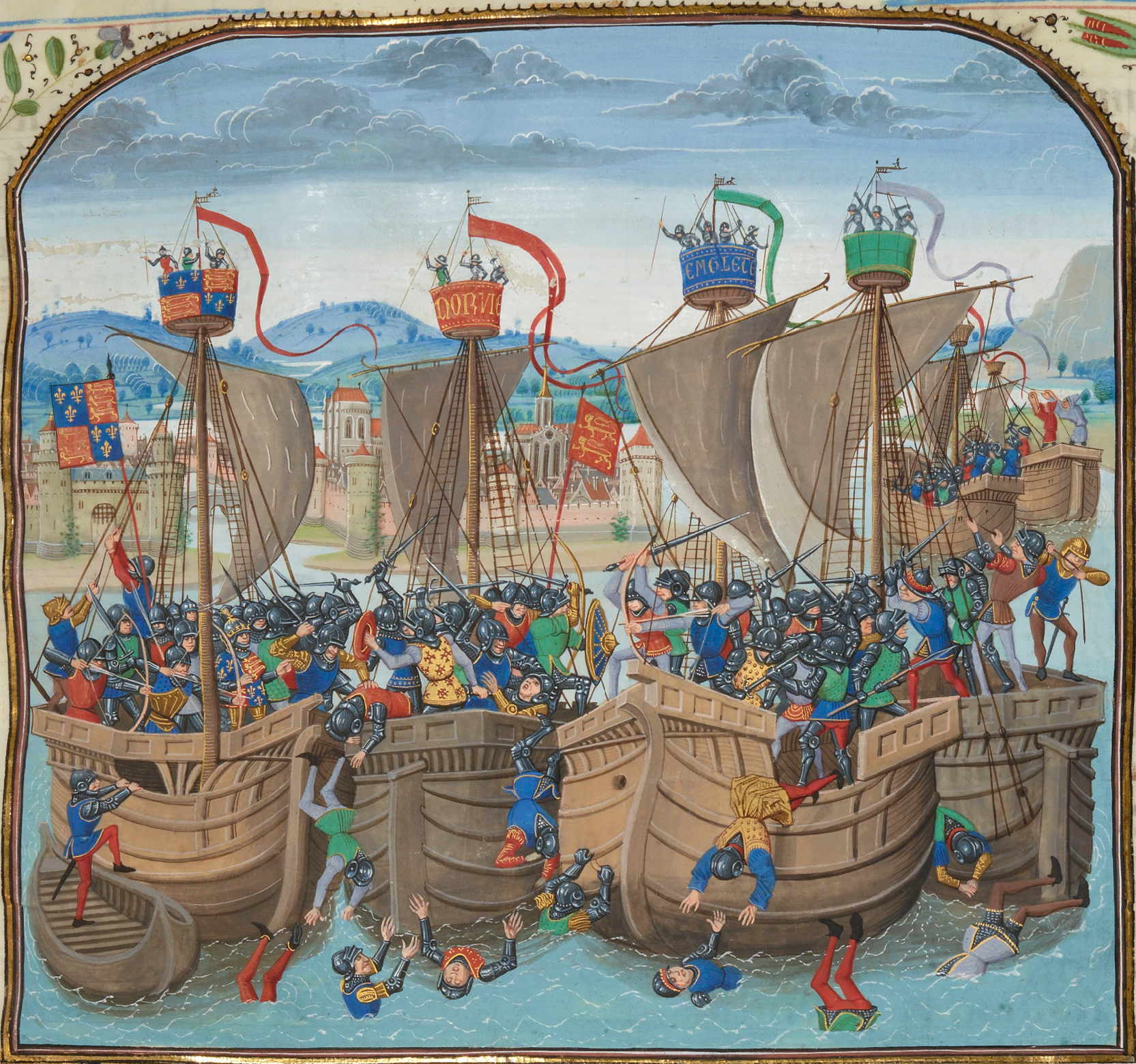
Battaglia di Sluys

Egidio Boccanegra avvertì del pericolo di rimanere in uno spazio così stretto, senza capacità di manovra e con il vento che soffiava verso l'entroterra, ma Quiéret e Béchuchat non presero in considerazione i suoi avvertimenti.
Il 24 giugno 1340, ebbe luogo la battaglia navale di Sluys nella quale la flotta inglese conseguì una clamorosa vittoria. Gli inglesi non ebbero misericordia e uccisero tutti gli equipaggi che avevano catturato. Nella battaglia morirono tra 16.000 e 18.000 marinai francesi, compreso Nicolas Béchuchat, che morì in combattimento, e Hugo Quiéret che venne catturato e poco dopo impiccato all'albero maestro della propria nave poiché Eduardo III decise che era stato lui il responsabile degli attacchi che erano stata realizzati contro il sud dell'Inghilterra.

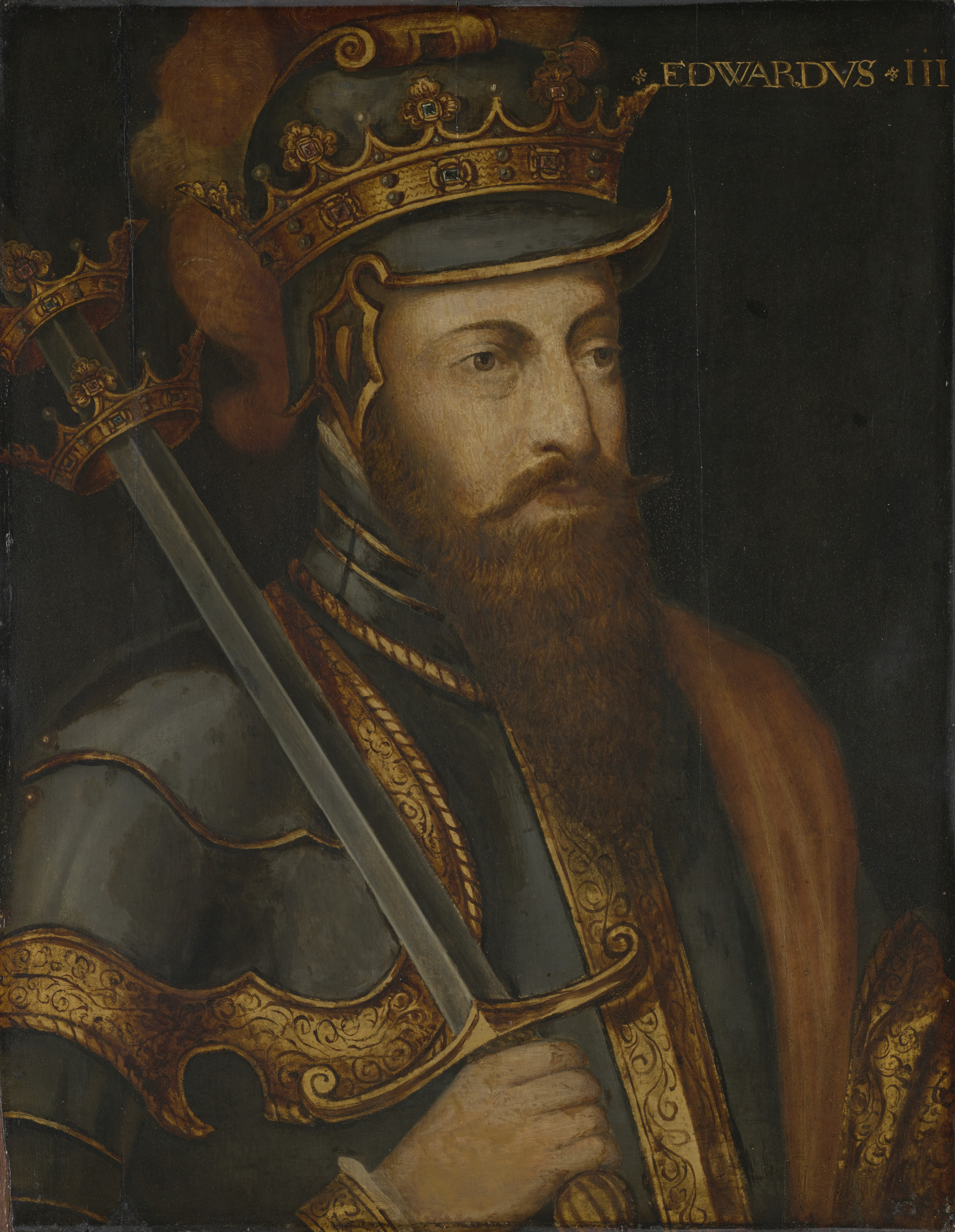
Edoardo III d'Inghilterra

Egidio Boccanegra fu uno dei pochi capitani che riuscì a fuggire da Sluys, portandosi dietro due navi inglesi che era riuscito a catturare.

### Al servizio di Castiglia
Il 4 aprile 1340, nei dintorni di Algeciras, ebbe luogo la battaglia di Getares, nella quale la flotta castigliana venne distrutta da quella merinide, nella quale trovò la morte l'ammiraglio Alonso Jofre Tenorio.
Le conseguenze della sconfitta furono devastanti per la marina castigliana poiché aveva perso grande parte della sua forza navale. Alfonso XI di Castiglia aveva bisogno di ricostruire la sua flotta e pertanto ricorse all'aiuto di altri stati.
Oltre ad ordinare ai cantieri navali di Siviglia la costruzione di nuove galere, in sostituzione delle unità catturate dai merinidi, il Re chiese a sua moglie, doña Maria del Portogallo, figlia di Alfonso IV, di scrivere al padre pregandolo di inviare una spedizione di soccorso.
Altrettanto fece Alfonso XI scrivendo a Pedro IV d'Aragona chiedendo il noleggio di 12 galee per un periodo di tre mesi, e questi ordinò di salpare immediatamente in aiuto di Alfonso XI, con una flotta al comando dell'ammiraglio Pedro di Moncada e del viceammiraglio Galcerán Marquet.

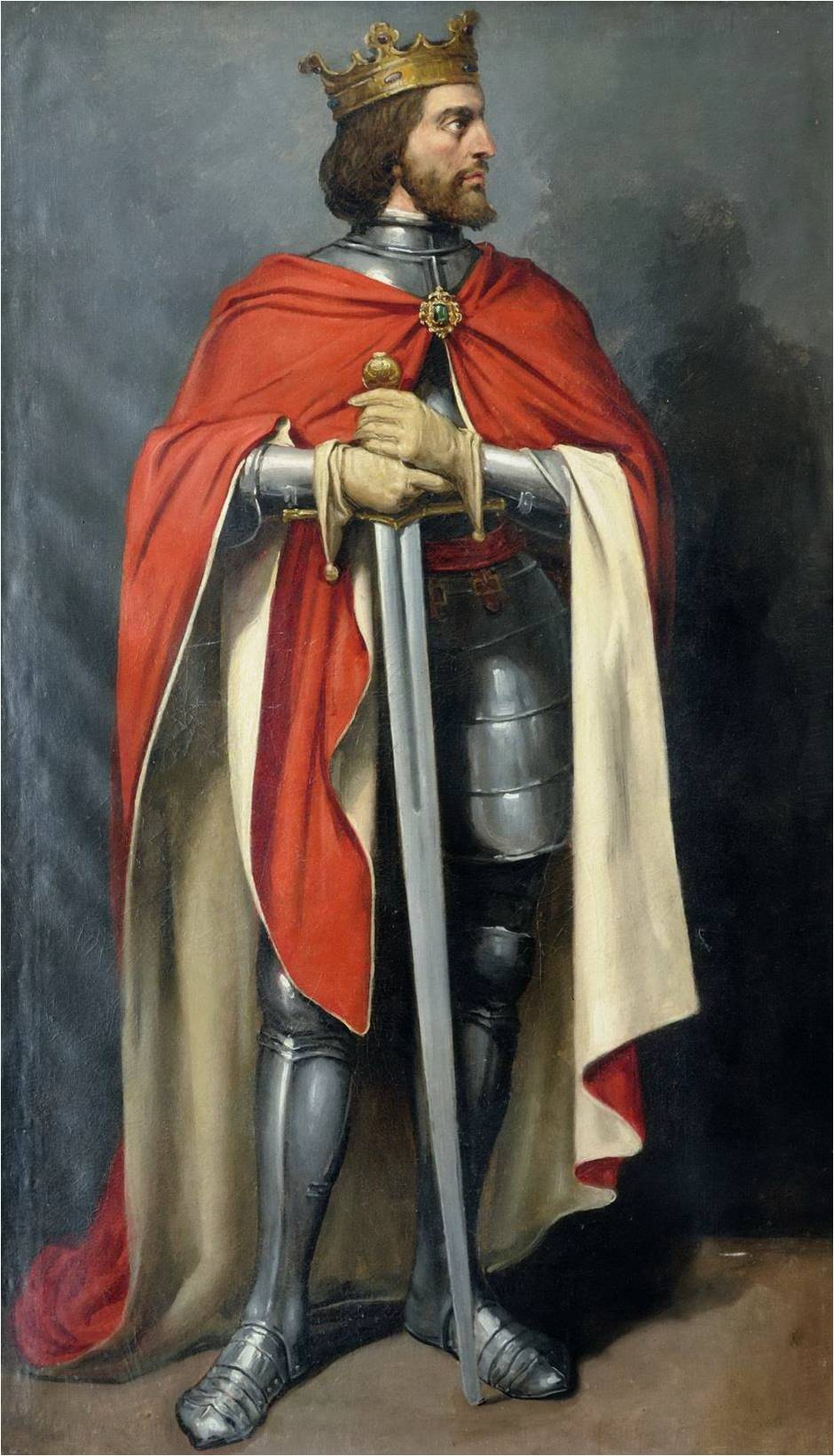
Alfonso XI di Castiglia

Alfonso XI chiese aiuto anche alla Repubblica di Genova scrivendo al Doge di Genova, Simón Boccanegra, il quale accettò di inviare dodici galere al comando di suo fratello Egidio Boccanegra, che venne nominato ammiraglio da Alfonso XI. Per il servizio Alfonso avrebbe dovuto pagare 800 fiorini d'oro mensili per ogni galea, tranne per la galea ammiraglia, che ne avrebbe percepiti 1.500.
Mentre arrivavano le navi chieste al Regno del Portogallo, al Regno d'Aragona e alla Repubblica di Genova, Alfonso XI affidò il comando dei resti della flotta, 15 galee e 12 nau, al priore dell'Ordine di San Giovanni in Castiglia, Alfonso Ortiz di Calderón, che non fu designato ammiraglio ma "Mayoral".
Egidio Boccanegra giunse in Castiglia nell'agosto del 1341, quasi un anno dopo la vittoria castigliana nella Battaglia del rio Salado, quando il Re finì di conquistare Alcalá la Real. Il nuovo ammiraglio aspettava con le sue navi a Siviglia, dove ricevette l'ordine di iniziare immediatamente il controllo dello stretto di Gibilterra per impedire il transito di navi merinidi.
Agli inizi del 1342, Alfonso XI convocò le Cortes a Burgos per ottenere fondi con l'obiettivo di conquistare Algeciras. Prima di veleggiare verso sud era imprescindibile che la flotta castigliana dominasse le acque dello Stretto di Gibilterra.

#### La battaglia di Bullones
All'inizio della prima settimana di maggio dell'anno 1342, Egidio Boccanegra notificò al re Alfonso XI che Abu A il-Hassan Alí  congiuntamente con Yusuf I di Granada, aveva riunito ottanta galee e altre navi da guerra. Le intenzioni dei merinidi non potevano essere altre che scontrarsi con l'armata cristiana, alla fonda nella baia di Getares, vicino ad Algeciras. Questa flotta si stava riunendo nel porto di Bullones, ad ovest di Ceuta.

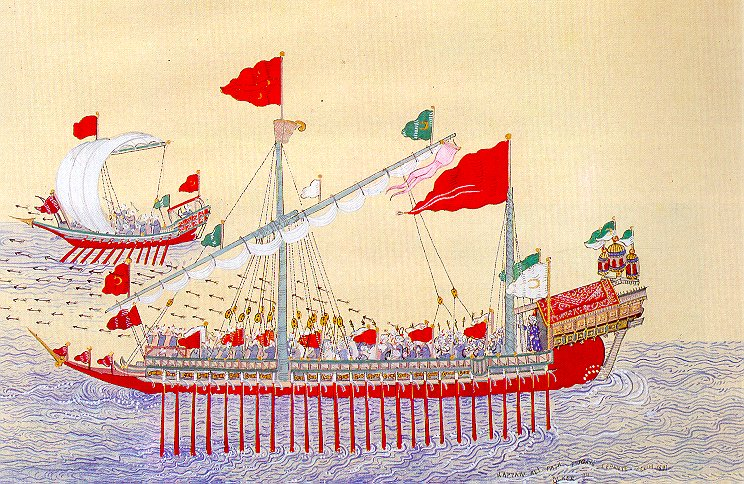
Galea merinide

Egidio Boccanegra agì con rapidità e al comando di dieci galee si scontrò contro dodici galee merinidi finché gli equipaggi di queste sbarcarono a terra inseguiti dai castigliani. Quattro galee merinidi vennero incendiate, due affondate e le sei restanti catturate.
Dopo il combattimento la flotta cristiana fece ritorno a Getares per contribuire all'assedio di Algeciras.
Alfonso XI, nonostante la vittoria, non smise di diffidare delle forze di Abu Al-Hassan Ali e volle rafforzare ulteriormente la sua flotta, inviando uno dei suoi tesorieri a Siviglia per far sì che le galee presenti fossero inviate il prima possibile.

#### Battaglia di Guadalmesí
Dopo aver ottenuto la vittoria nella battaglia di Bullones, Egidio Boccanegra vide aumentare la sua flottiglia con l'arrivo delle galee portoghesi, comandate da Carlos Pessanha.

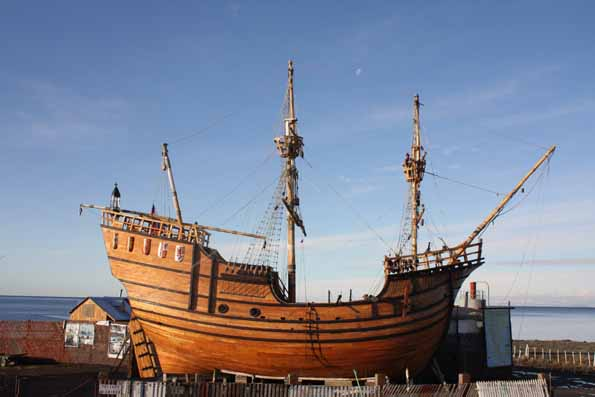
Nau cristiana

La flotta castigliano-portoghese si trovava nel fiume Barbate e Abu Al-Hassan Ali cercò di sfruttare la situazione affinché la sua flotta potesse attraversare lo Stretto di Gibilterra e andare ad Algeciras. Tuttavia, quando la flotta castigliano-portoghese vide partire quella merinide la inseguì e riuscì a circondarla alla foce del fiume Guadalmesí.
Egidio Boccanegra inviò un messaggio ad Alfonso XI facendogli capire che se ci fosse stato un attacco combinato via terra e mare avrebbe potuto bruciare e affondare l'intera flotta merinide. Ad Algeciras, consapevoli della delicata situazione, inviarono forze di terra per proteggere le navi merinidi.
Alfonso XI riescì a riunire con rapidità un esercito con le milizie di Córdoba, Écija e Carmona e con le forze degli ordini religiosi di Santiago, Calatrava e Alcántara oltre a quelle della nobiltà.
Per rompere l'assedio castigliano, i merinidi inviarono tredici galee che si trovavano ad Algeciras. Boccanegra inviò contro di loro dieci delle sue galee e dopo un furioso confronto i castigliani ottennero la vittoria.
Sette delle imbarcazioni merinidi vennero distrutte, altre quattro affondate e altre due catturate dai castigliani.
Gli ammiragli merinidi decisero di rompere l'assedio castigliano-portoghese per dirigersi verso Algeciras, così attaccarono la flotta cristiana per inviarla in alto mare. Tuttavia, questa non si arrese ma accettò la battaglia, distruggendo sei galee merinidi.
A causa della spinta castigliana, tre galee si arenarono sulla riva, attaccate dai marinai delle galee vicine e da coloro che erano a terra. Il resto della flotta castigliano-portoghese cercò di difendere queste navi, ma altre due navi subirono la stessa sorte.
Il combattimento in queste galee si prolungó fino a quando l'alta marea consentì alle galee insabbiate di uscire in alto mare, ad eccezione di una che dovette essere incendiata.
Dopo questi eventi, gli ammiragli merinidi attaccarono le flotte di Boccanegra e Pessanha.
La battaglia di Guadalmesí (27 maggio 1342) terminò con la vittoria castigliano-portoghese. Gli ammiragli merinidi vennero uccisi in combattimento o impiccati agli alberi delle loro navi. Le poche galee merinidi che riuscirono a fuggire si rifugiarono a Ceuta.

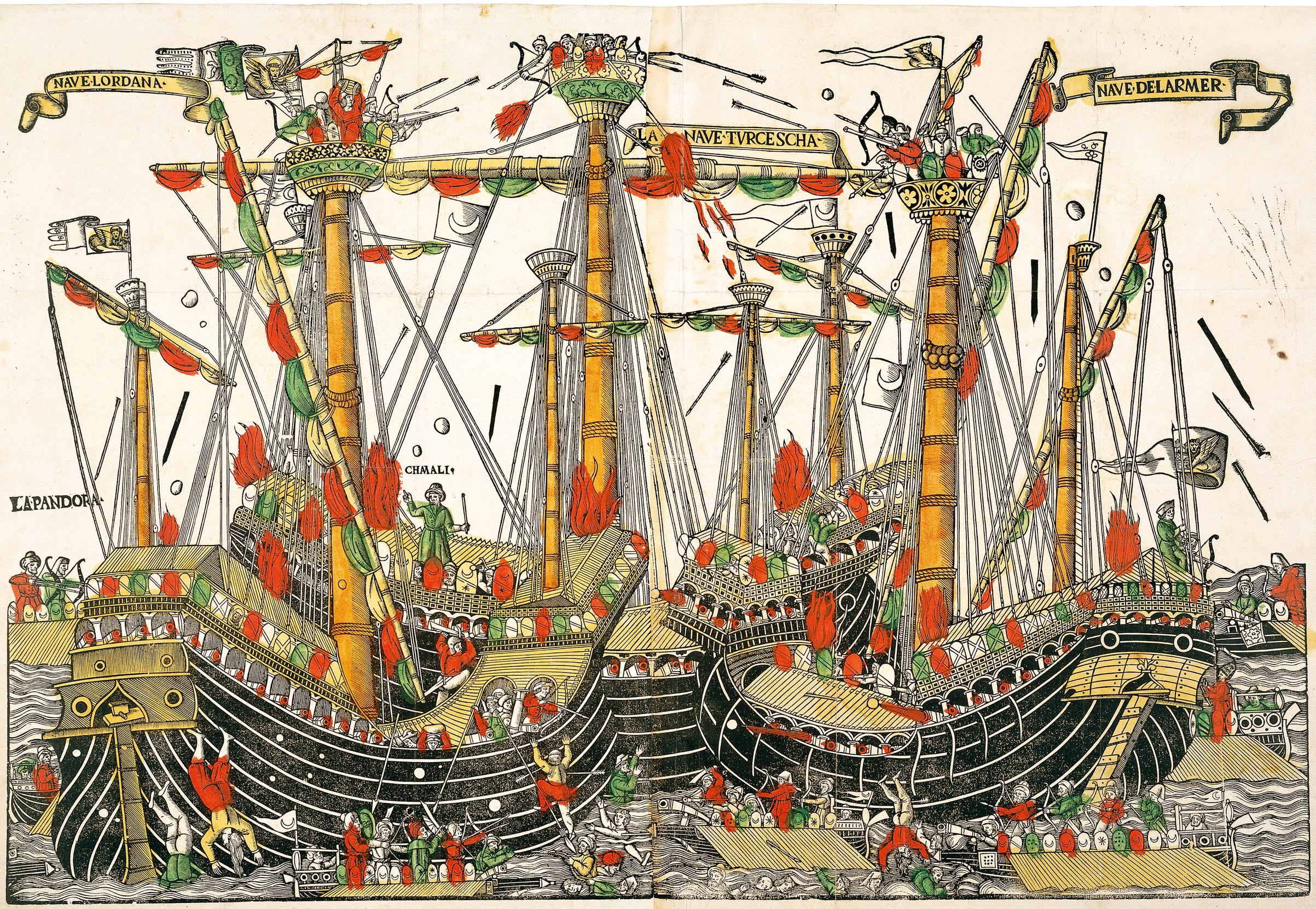
Battaglia navale tra cristiani e musulmani

Dal lato castigliano, andarono perdute solo le tre imbarcazioni che si erano incagliate sulla costa. Non appena il combattimento finì, gli ammiragli di Castiglia e Portogallo, con le rispettive flotte e le navi catturate, tornarono a Getares per continuare a bloccare Algeciras.

#### L'assedio di Algeciras
Le conseguenze della battaglia di Guadalmesí furono importanti, tanto più se si tiene conto che il 31 maggio 1342 l'ammiraglio d'Aragona Pedro de Moncada incontrò tredici galee merinidi provenienti dal Marocco all'altezza della città di Estepona. Di fronte alle due forze navali, i merinidi andarono incontro alla sconfitta. La battaglia di Estepona si concluse con quattro galee merinidi distrutte e due incagliate vicino a Estepona. Il resto della flotta si rifugiò nel porto di Vélez della Gomera.
La situazione nello Stretto di Gibilterra favorì gli interessi castigliani, che si concentrarono sulla conquista di Algeciras, il porto attraverso il quale potevano entrare le nuove invasioni nordafricane. L'unica perdita importante fu quella della flotta portoghese di Carlos Pessanha, che decise di tornare con le sue navi in Portogallo dopo la battaglia di Guadamesí.
Alfonso XI giunse a Getares nei primi giorni del mese di luglio 1342 per rendersi conto dello stato della flotta castigliana e parlò con Egidio Boccanegra il quale lo informò che Algeciras era molto a corto di rifornimenti perché le galee sconfitte nella battaglia di Estepona erano cariche di grano diretto ad Algeciras.
La flotta musulmana aveva perso fino a 57 galee delle 80 che aveva riunito per operare nell'estate di 1342. Molte di queste galee finirono nelle mani della Castiglia, la cui flotta era ancorata nella baia di Getares.

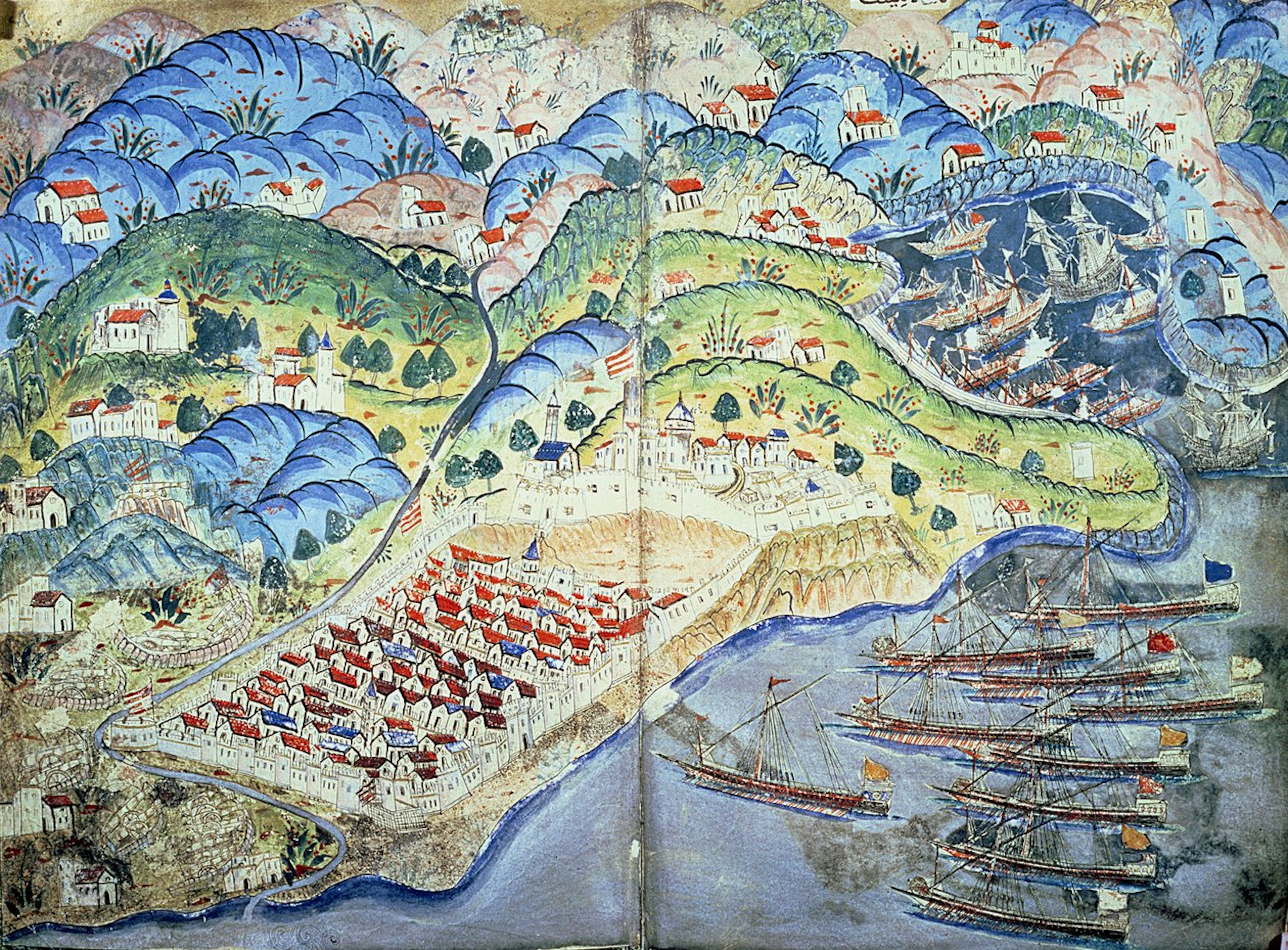
Blocco navale di una città

Alfonso XI, visti i risultati dei combattimenti e lo stato della flotta, volle iniziare senza ulteriore indugio l'assedio di Algeciras, avendo radunato a Getares un centinaio di navi da guerra. Tuttavia, lo convinsero a radunare più uomini a terra e quindi l'assedio non iniziò fino ai primi giorni di agosto.
Il 3 agosto 1342 ebbe inizio l'assedio e le truppe castigliane erano accampate vicino al fiume Palmones, luogo che successivamente venne chiamato Torre degli Adalides.
Il 2 settembre 1342Ortega e Gonzales, 2001, p. 329, Alfonso XI, donò ad Egidio Boccanegra la città di Palma del Río, in riconoscimento dei suoi eccezionali servizi.
Egidio Boccanegra completò il blocco marittimo di Algeciras. Le grandi navi cantabriche formavano una linea esterna e le pinaza e zabra un'altra interna, che di notte si restringeva per impedire il passaggio di piccole imbarcazioni che cercavano di portare sollievo alla piazzaforte assediata. Le galee furono poste tra i due schieramenti come una forza di combattimento mobile, pronta ad andare ovunque la situazione lo richiedesse. Tuttavia, il pericolo maggiore che dovettero affrontare durante l'inverno del 1343 furono le pericolose tempeste che scoppiarono in quelle acque, ribaltando 3 galee e 2 nau cariche di vettovaglie, che furono sfruttate dagli assediati.
Il sultano Abu A il-Hassan Alí a febbraio del 1343 cominciò a riarmare la flotta con l'aiuto degli hafsidi tunisini, del Sultano d'Egitto al-Salih Imad-a il-Din Ismail e di Yusuf I di Granada, concentrandola a Ceuta. La sua intenzione non era sbarcare ad Algeciras bensì ad Almería, delegando la guida delle operazioni a suo figlio il principe Abu Amir Abd Allah.

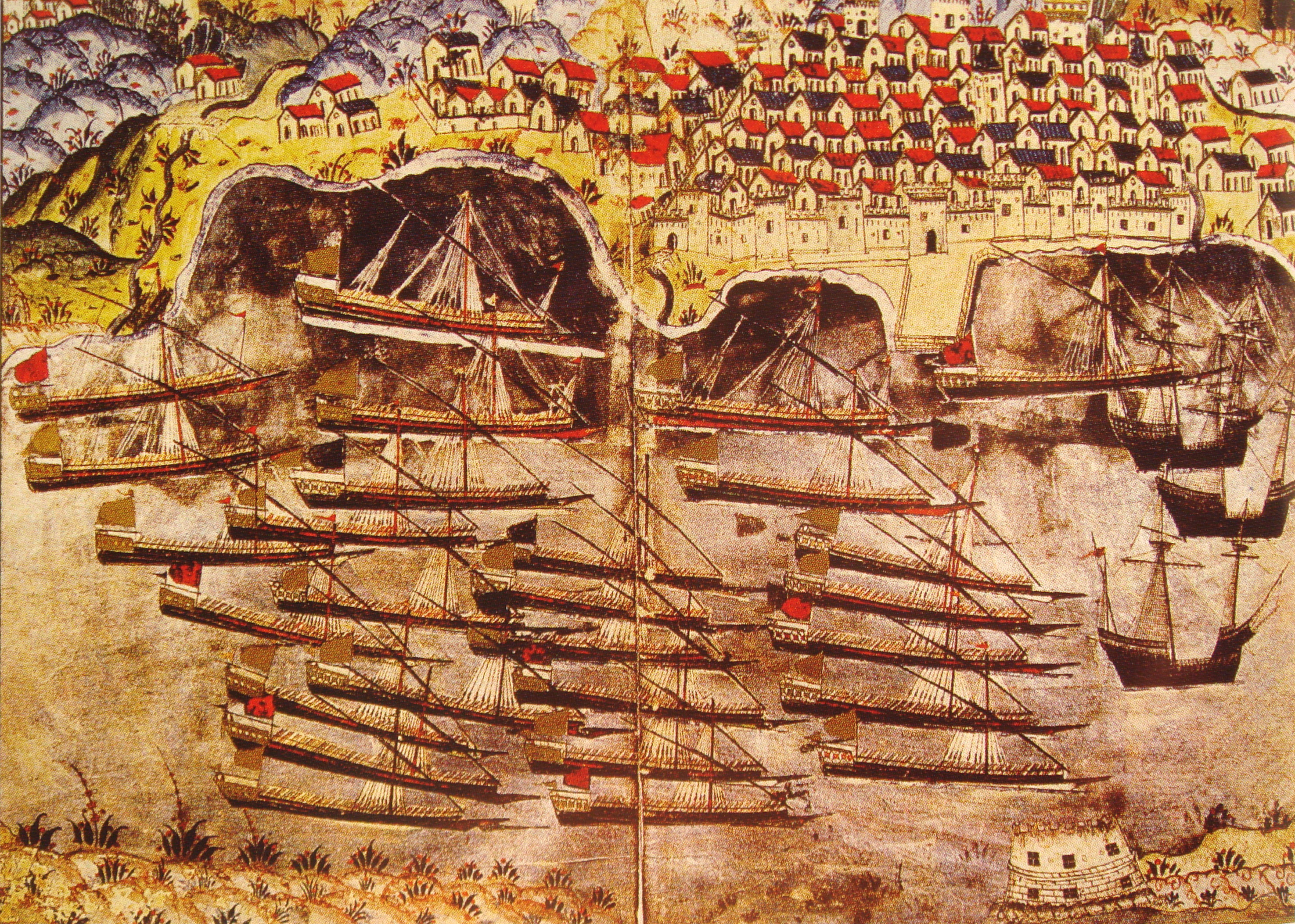
Flotta merinide

Nel settembre 1373 una flotta castigliana di 10 galee scoprì i preparativi merinidi a Ceuta. Una galea andò ad informare Egidio Boccanegra del ritrovamento, così questa forza esplorativa fu rafforzata a 20 galee, che dovevano seguire i movimenti della flotta nemica. Una tempesta fece naufragare parte della flotta merinide e il resto si ritirò a Vélez della Gomera.
Egidio Boccanegra, ignaro degli effetti della tempesta, avanzò con diverse galee e nau con l'obiettivo di unirsi alla forza di ricognizione e attaccare i merinidi, ma scoprì solo i danni causati dalla tempesta. Cinque galee nemiche erano state bloccate e le forze castigliane si dedicarono a dar loro fuoco, ma un'altra tempesta disperse la flotta castigliana e i resti della flotta musulmana furono in grado di salpare verso la costa di Malaga e sbarcare le loro truppe a Estepona il 3 ottobre. Da lì marciarono via terra verso Gibilterra, al campo allestito dal sultano di Granada vicino alla foce del fiume Guadarranque, mentre le navi proseguivano verso il porto e il vicino ancoraggio.
La presenza dei rinforzi musulmani mise in seria difficoltà gli assedianti di Algeciras, ma più grave pericolo avrebbe potuto essere l'abbandono di Boccanegra e delle sue navi, che minacciarono di farlo adducendo che non erano stati pagati quattro mesi agli equipaggi. Non senza molti sforzi, Alfonso XI riuscì a pagarli e a scongiurare il disastro.
Alla fine di ottobre 1343, il sultano Yusuf I di Granada negoziò una tregua con Alfonso XI di Castiglia, chiedendo un salvacondotto per incontrare Abu Al-Hassan Ali in Marocco e ottenere il suo aiuto finanziario. Alfonso XI lo concesse, ma Egidio Boccanegra, consapevole che la galea di Yusuf sarebbe tornata carica d'oro, ne escogitò la cattura. Il re sospettava delle sue intenzioni e lo fermò, ma non poté impedire che la nave venisse attaccata da un nipote di Boccanegra. Yusuf I protestò per la violazione della tregua, e Alfonso XI chiese al suo ammiraglio la consegna del capitano della nave, ma questi rispose che era fuggito. Gli attacchi del sultano di Granada e della flotta merinide non ottennero alcun risultato e Alfonso XI continuò a tenere l'assedio alla città.

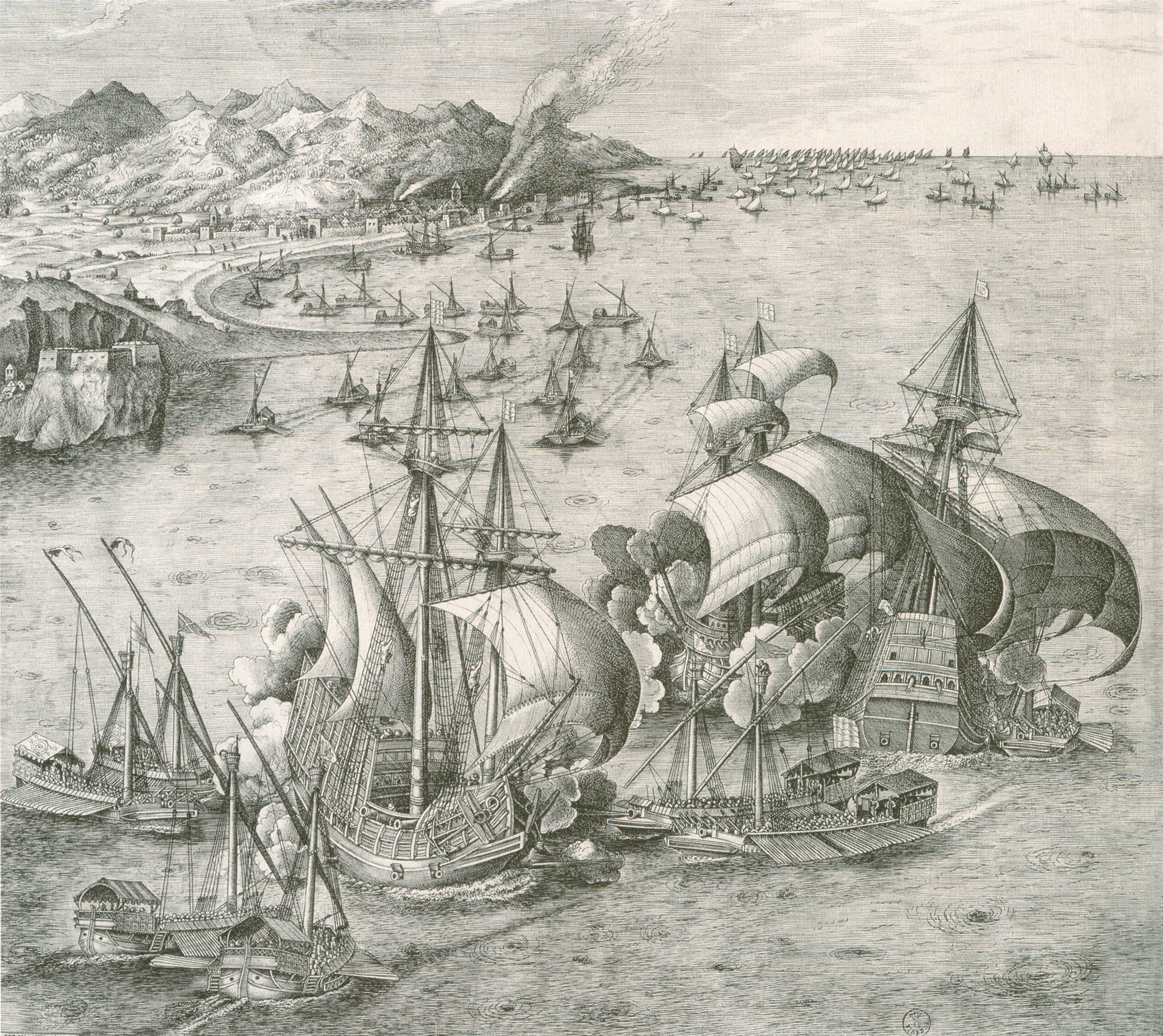
Battaglia navale con galee e carrache

Il 22 marzo 1344 Yusuf I inviò messaggeri al Re di Castiglia, proponendo la resa di Algeciras in cambio di consentire la partenza della popolazione e la concessione di una tregua, a lui e al sultano Abu al-Hassan Alí, per un periodo di quindici anni, che dopo sarebbe stato ridotto a dieci. In cambio, offriva il suo vassallaggio ad Alfonso XI e la consegna di 12.000 dobloni d'oro all'anno. Nel pomeriggio di tre giorni dopo venne firmata la pace, tra la Castiglia e Abu A il-Hassan Alí, comprendendo Pedro IV di Aragona e la Repubblica di Genova. Sabato 27 marzo 1344 Alfonso XI entrò ad Algeciras.
In ricompensa per i servizi resi in questa campagna, Egidio Boccanegra ricevette possedimenti ad Algeciras e Siviglia. La sua fama aveva trasceso i confini e nel 1344 gli ambasciatori inglesi che erano in Castiglia per negoziare il matrimonio della principessa Giovanna d'Inghilterra e dell'Infante Don Pedro, gli fecero proposte, e lo stesso Edoardo III gli scrisse una lettera, il 1º settembre 1344, nella quale gli annunciava l'invio di un emissario per spiegargli i suoi progetti. Egidio Boccanegra non accettò l'offerta e, per ordine di Alfonso XI, salpò con alcune navi nel 1348 per aiutare il re di Francia nella sua lotta contro il monarca inglese.
Nel 1349 il re di Castiglia riprese l'ofensiva contro i musulmani, avendo come obiettivo la conquista di Gibilterra ma la peste nera, che si era estesa all'Europa, colpì l'esercito castigliano, contagiando anche Alfonso XI, che morì nella sua tenda il 27 marzo 1350.

### La guerra dei due Pedro

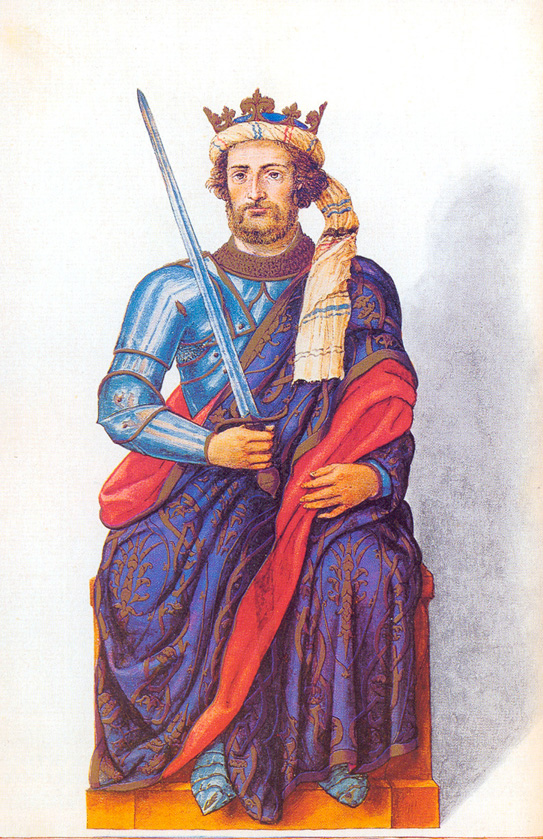
Pedro I di Castiglia

Egidio Boccanegra non intervenne nei conflitti civili che sconvolsero la Castiglia durante i primi anni del regno di Pedro I di Castiglia, ma partecipò alla guerra contro il regno di Aragona. la cui causa scatenante fu l'offesa dell'ammiraglio aragonese Frances de Perellós, nel catturare a Sanlúcar di Barrameda due naví cariche di olio in presenza del Re di Castiglia, nella primavera del 1356.
Pedro I di Castiglia decise che per vincere la guerra non sarebbe stata sufficiente un'offensiva terrestre ma doveva essere accompagnata da una offensiva marittima. Per conseguire la supremazía marittima concordò a Évora un'alleanza con Pedro I del Portogallo nel marzo di 1358, in virtù della quale quest'ultimo decise di prestargli 10 galee e una galeota per un periodo di tre mesi.
Pedro I di Castiglia si fece carico dell'esercito ma alla spedizione parteciparono i più esperti marinai castigliani, tra i quali non poteva mancare Egidio Boccanegra. Altri marinai che parteciparono furono suo figlio Ambrogio Bocanegra, Garci Jofre Tenorio e Fernando Sánchez de Tovar.
All'inizio di agosto Pedro I salpò alla testa di uno squadrone composto da 18 galee che attaccarono Guardamar del Segura il 17 agosto. Il paese fu facilmente preso ma non il suo castello dove si rifugiò un numero significativo di truppe aragonesi. La campagna, tuttavia, fu deludente poiché una tempesta danneggiò gravemente 16 galee, e pertanto la flotta castigliana dovette ritirarsi a Murcia.

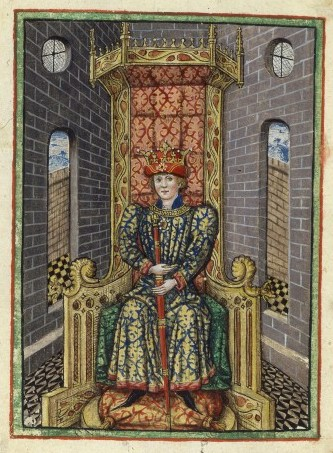
Pedro IV di Aragona

Per la campagna del 1359 riunì una flotta di 32 galee, 2 galeotte, 1 carraca, 4 leño e 80 nau, che si riunirono ad aprile a Siviglia.
Come nave ammiraglia Pedro I utilizzò un'imbarcazione merinide, catturata da Egidio Bocanegra ai tempi di Alfonso XI, le cui grandi dimensioni permettevano di imbarcare 40 cavalli. Essendo la nave del monarca castigliano, vi si imbarcarono 160 uomini in armi e 120 balestrieri e vennero armati tre castelli (di prua, poppa e mezzana).
Alla fine di aprile la flotta castigliana salpò da Siviglia. Il primo obiettivo fu ancora Guardamar, dove conquistò la città e il castello. Dopo aver lasciato una guarnigione nel castello, si recò alla foce del fiume Ebro dove fu raggiunta da 10 galee portoghesi e una galeotta, agli ordini di Lanzarote Pessanha.
Il 9 giugno 1359 la flotta castigliano-portoghese raggiunse Barcellona ed effettuò un attacco che fu respinto. Il giorno successivo ripresero le ostilità, ma ancora una volta dovettero desistere a causa delle vittime che i balestrieri stavano causando da terra, supportati da archibugi e altre macchine da guerra. La resistenza fu così feroce che l'ammiraglia del re di Castiglia fu danneggiata dal fuoco di una bombarda.
In occasione dell'attacco furono sparati dei colpi da una bombarda situata su una nave aragonese che si trovava nel porto, cosa che è la più antica menzione dell'uso dell'artiglieria navale di cui si hanno testimonianze.

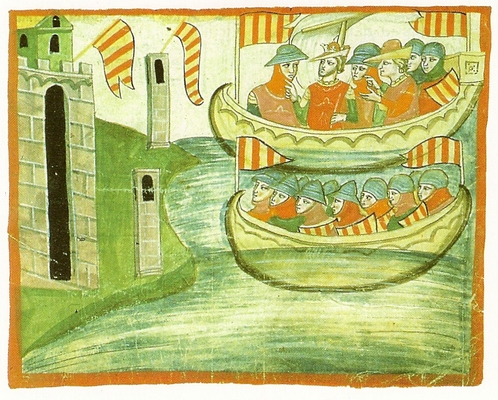
Flotta aragonese

La flotta castigliana si ritirò a Tortosa dopodiché si diresse verso Ibiza. Lì le truppe dovevano prendere la città, ma Pedro IV d'Aragona salpò da Barcellona il 23 giugno con 50 galee dirette a Maiorca, dove arrivò il 3 luglio con l'intenzione di aiutare Ibiza. Consapevole della vicinanza degli Aragonesi, Pedro I ordinò di revocare l'assedio e il reimbarco delle truppe, dirigendosi poi a Calp.
Pedro IV ordinò a 40 galee di inseguire la flotta castigliana e Pedro I, credendo che gli Aragonesi avrebbero combattuto molto presto, incontrò i suoi ufficiali per prendere una decisione, raccomandando a Egidio Bocanegra di sbarcare e di affidargli il comando delle operazioni navali. Tuttavia, la flotta aragonese, riparata nel fiume Girona, sospettava della vera forza dei castigliani, motivo per cui il re di Castiglia poté porre fine alla campagna, ritirandosi ad Alicante e poi a Cartagena, dove ordinò la restituzione delle navi prese in prestito.
Dopo la campagna di 1359, la guerra navale continuò in forma di scontri isolati senza trascendere nella guerra e in questi Egidio Boccanegra non intervenne.

### La guerra civile Castigliana
Nel 1366 Enrico di Trastamara, sostenuto dai re di Francia e di Aragona, invase la Castiglia alla testa di un esercito di mercenari, le famose compagnie bianche guidate da Bertrand du Guesclin. Il monarca attese il suo fratellastro a Burgos, accanto ai nobili che ancora gli obbedivano, tra i quali figurava l'ammiraglio di Castiglia, Egidio Boccanegra. Ciò nonostante, poco dopo e senza apparente giustificazione, Pedro I fuggì a Siviglia, dove si trovavano i suoi figli e i tesori.

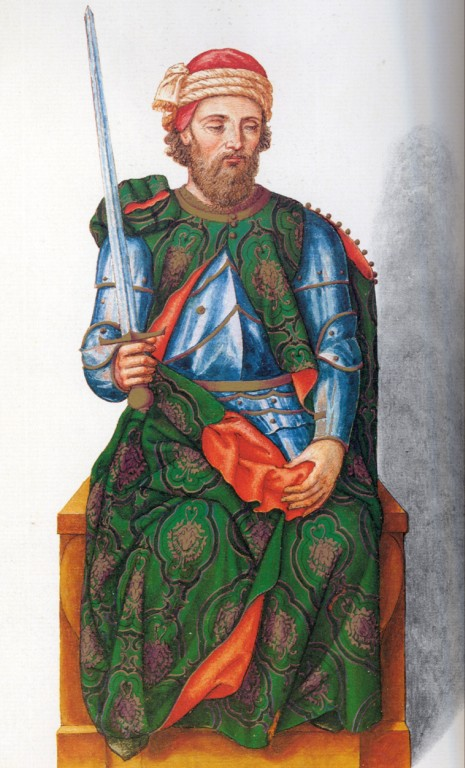
Enrico di Trastamara

Pedro I apprese a Siviglia che Enrico si era proclamato re a Burgos e aveva conquistato Toledo, fuggendo in Portogallo e poi in Galizia, dove lo aspettava il suo fedele servitore Fernando Castro.
Pedro I ordinò al suo tesoriere maggiore, Martín Yáñez, di imbarcare in una galera i gioielli e i 36 quintali di oro presenti a Siviglia e nel castello di Almodóvar del Río.

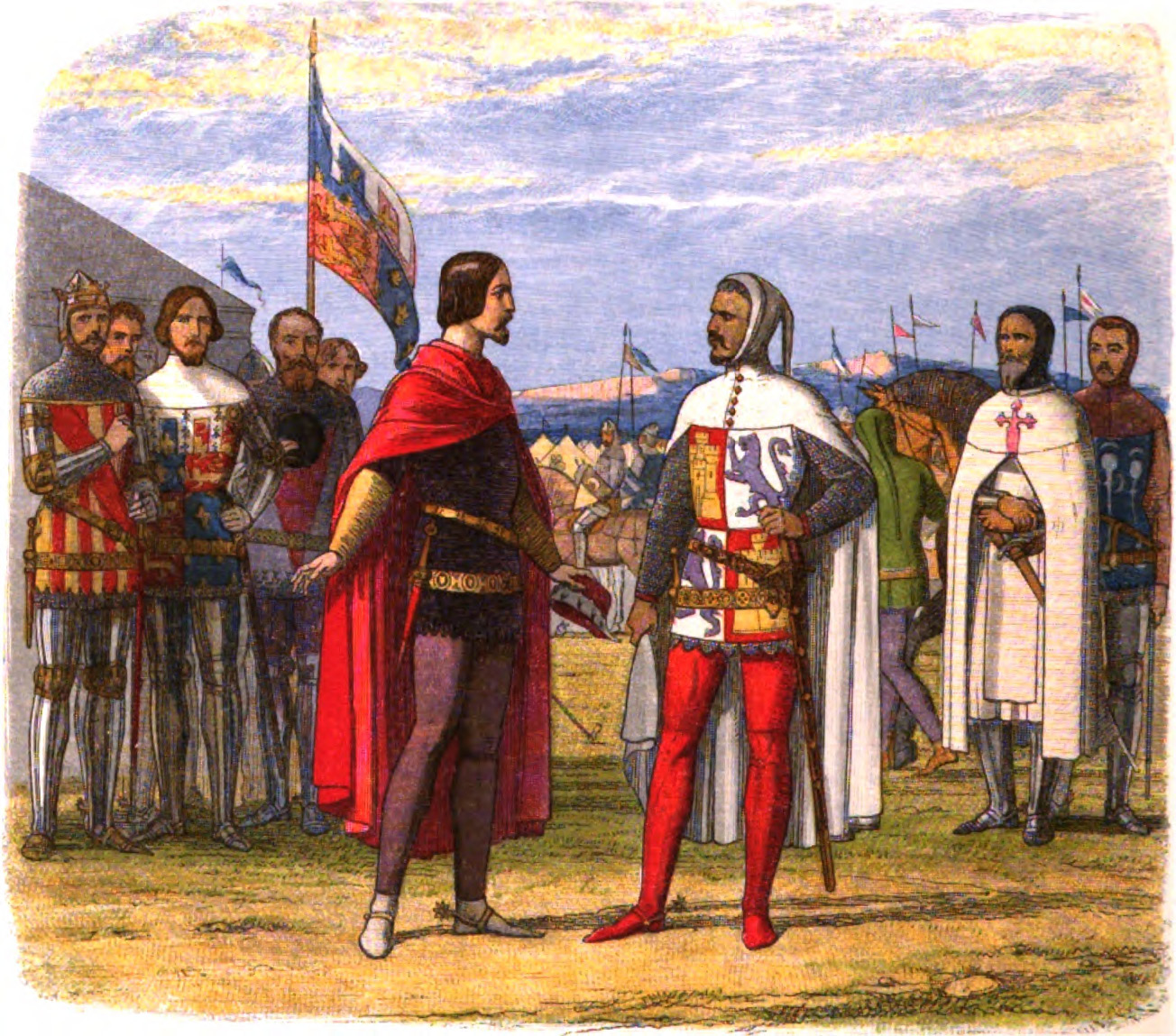
Pedro I di Castiglia e Edoardo di Woodstock prima della battaglia di Nájera

Egidio Boccanegra, senza che se ne conosca il motivo, cambiò schieramento e decise di sostenere Enrico di Trastamara. Armò una galea a Siviglia e si lanciò all'inseguimento di Yáñez, catturandolo con tutto il tesoro.
Enrico di Trastamara lo ricompensò con la signoria di Utiel.
Ciò nonostante, il 3 aprile 1367, Edoardo di Woodstock, alleato di Pedro I vinceva la battaglia di Nájera e Pedro tornò a controllare la Castiglia.
Egidio Boccanegra venne arrestato Siviglia nel settembre 1367, e messo a morte pubblicamente poco dopo per ordine di Pedro I insieme a Juan Ponce de León, signore di Marchena, e altri, nella Plaza de San Francisco di Siviglia.

## Sepoltura
Dopo la sua esecuzione, il cadavere dell'ammiraglio Egidio Boccanegra ricevette sepoltura nella cappella dei Mejías dello scomparso monastero di Santo Francisco di Siviglia, che venne requisito, profanato e incendiato dalle truppe francesi durante la Guerra d'indipendenza spagnola e, successivamente, demolito nel 1841